# Nicolae Batzaria
Nicolae Constantin Batzaria (n. 20 noiembrie 1874, Crușova, Imperiul Otoman – d. 28 ianuarie 1952, București, România) a fost un prozator și publicist de origine aromână.
Timp de opt ani a fost senator în parlamentul otoman, fiind și un exponent de bază al partidului „Uniune și Progres”. În 1913, în timpul crizei balcanice, a avut și funcția de ministru al Lucrărilor Publice în guvernul turcesc. În cadrul acestei funcții, a reprezentat Imperiul Otoman la încheierea Tratatului de Pace de la Londra din 1913.
A fost director al primului ziar aromânesc editat în România (Deșteptarea, 1908). După 1920, stabilit în România, a fost senator.
Ca publicist pentru copii este cunoscut sub numele de „Moș Nae”, creatorul faimosului Haplea, din vremea când a redactat Revista Dimineața Copiilor.
A fost arestat și a murit pe 28 ianuarie 1952, în lagărul de la Ghencea.

## Cărți publicate
- Nu tot ce zboară se mănâncă, București, Editura Alcay & Calafeteanu, 1921.
- Turcoaicele, Editura Viața Românească, Iași, 1921;
- Spovedanii de catâne, nuvele din viața turcească, s.d., 1921;
- Turcia junilor turci: din lumea islamului, Editura Ancora, Alcalay și Calafeteanu, București, 1922.
- România văzută de departe, București, Editura Viața Românească, 1922, 1923.
- Colina îndrăgostiților; schițe și nuvele din viața orientală, Editura Viața Românească, București, 1923;
- Părăvulii, Tipografia Cultura Neamului Românesc, București, 1923; Syracuse, New York, Editura Cartea Aromână, 1989.
- Suflete de viteji, Editura Cartea Românească, București, 1925
- Sărmana Leila : roman din vieața cadânelor, Editura Cartea Românească, București, 1925.
- Haplea la București, Editura Adevărul, București, 1929.
- Mițu Mițișor și Sosoiu Sosolici. Minunatele întâmplări a doi pisoi, Tipografia „Lupta”, București, 1929.

- Unchiul meu Adam, Editura Cartea Românească, București, 1933, 1934.
- Anecdote, Editura Societății Cultural Naționale Apostol Mărgărit, București, 1935.
- Martinică și Puky. O povestire cu multe peripeții, Editura Adevărul, București, 1935.
- Fior Voinicul. Coperta și desenele de pictorul Pascal, Editura Ziarului Universul, București, 1937.
- Ștrengărelu. Roman din viața școlărească. Coperta și desenele de pictorul Pascal, Editura Ziarului Universul, București, 1938.
- În țara copiilor trântori, Editura Ziarului Universul, București, 1938.
- Lir și Tibișir, Editura Ziarului Universul, București, 1938.
- Păpușica, Editura Ziarului Universul, București, 1938.
- Michi Maus în Țara Viselor, Adevărul, București, 19??;
- Inelul pierdut, Editura Ziarului Universul, București, 1943.
- Mica Robinson, Editura Ziarului Universul, București, 1939, 1943.
- Genoveva de Brabant, Editura Ziarului Universul, București, 1945; Imago, Sibiu, 1993.
- Povești de aur, Editura Ziarului Universul, București, 1944; reeditare, Editura Tineretului, București, 1968; Editura Ion Creangă, București, 1979, 1987, 1994; Sedcom Libris, București, 2013.
- Din lumea Islamului, Editura Profile Publishing, București, 2003.
- Importanța aromânilor pentru România, Editura Etnologică, București, 2006.[4]